# 巴柳
巴柳（学名：Salix etosia）是杨柳科柳属的植物，是中国的特有植物。分布在中国大陆的四川、贵州、湖北等地，生长于海拔1,300米至2,000米的地区，多生于湿地、林缘、溪边和路旁，目前尚未由人工引种栽培。

## 异名
- Salix etosia Schneid. f. longipes N. Chao et C. F. Fang